# 잔스칼 제국
잔스칼 제국(일본어: ザンスカール帝国)은 TV 애니메이션 《기동전사 V 건담》 및 하세가와 유이치의 만화 작품 《기동전사 크로스본 건담 고스트》에 등장하는 가공의 국가이다. 국명은 인도 북부의 잔스칼 고지 또는 그곳에 있었던 왕국에서 유래했다.
우주세기 0149년에 사이드 2에서 발흥했다. 마리아 피어 아모니아가 여왕이지만 실권은 수상인 폰세 카가치가 쥐고 있다. 마리아주의의 실천을 주창하는 가치당의 당원을 중심으로, 마찬가지로 마리아주의를 주창하는 민중들에 의해 성립되었다.

## 같이 보기
- 기동전사 V 건담